# Михаил Суслов
Михаил Андреевич Су́слов (8 ноември 1902, Шаховское, Саратовска губерния – 25 януари 1982, Москва) е съветски партиен и държавен деец, един от най-дългогодишните и постоянни членове на партийния елит на СССР. Бил е член на Политбюро (Президиум) на ЦК на КПСС 26 години и 11 месеца (16.10.1952 – 5.3.1953 и 12.7.1955 – 25.1.1982 г.) и секретар на ЦК на КПСС 36 години 8 месеца и 1 ден (24.5.1947 – 25.1.1982 г.) /абсолютен рекорд по продължително време като секретар на ЦК/.
Върхът на кариерата на М. А. Суслов идва по времето на Брежнев, въпреки че той вече е влиятелна фигура при Сталин и Хрушчов. Той е идеологът на партията, понякога е наричан „сив кардинал“ на съветската система.
Михаил Суслов е член на партията от 1921 г., член на ЦРК от 1939 г., на ЦК от 1941 г., член на Организационното бюро на ЦК (1946 – 1952 г.). Бил е депутат във Върховния съвет на СССР 1÷10 състав. Два пъти герой на социалистическия труд на СССР (1962, 1972). Кавалер е на пет ордена „Ленин“ и на Златен медал „Карл Маркс“ – най-високата награда на Академията на науките на СССР (1975 г.). Награждаван е с българските отличия „Герой на социалистическия труд“ и орден „Георги Димитров“.

## Биография
Михаил Суслов произхожда от бедно селско семейство. През 1918 г. става член на селския Комитет по беднота. Средното си образование получава в работнически факултет на улица „Пречистенка“ в Москва от 1921 до 1924 г., а висшето – в Руския икономически университет „Г. В. Плеханов“ в Москва от 1924 до 1928 г.
От 1929 г. следва аспирантура в Икономическия институт на Комунистическата академия. Като аспирант преподава политическа икономия в Московския държавен университет и Промишлената академия. Завършва аспирантурата през 1931 г. Назначен е веднага на партийна работа, а от 1934 г. – в новосъздадената Комисия за съветски контрол към Съвета на народните комисари на СССР.
От 1936 до 1937 г. завършва Икономическия институт по червена професура, след което заема ръководни партийни длъжности в Ростовска област (1937 – 1939) и Ставрополския край (1939 – 1944).
Михаил Суслов е организатор на партизанското движение по време на окупацията на Ставрополския край. През 1941 – 1943 г. е член на военния съвет на северната група войски на Закавказкия фронт.
На 14 ноември 1944 г. е назначен за председател на Бюрото на ЦК на ВКП (б) за Литовската ССР с извънредни правомощия. Бюрото е упълномощено да извършва работа по отстраняването на последствията от войната и борбата срещу многобройните въоръжени националистически отряди на „горските братя“.
На 18 март 1946 г. Суслов е преместен в апарата на ЦК на КПСС (б) и на 13 април е назначен за началник на отдела за външна политика (външни връзки) на ЦК на ВКП (б), а на 24 май 1947 г. е назначен за секретар на ЦК на КПСС.
През 1948 г. става един от вдъхновителите на борбата срещу космополитизма. От 1949 до 1950 г. работи като главен редактор на вестник „Правда“. Според В. В. Огризко „не е голяма тайна за партийния апарат“, че от края на 40-те години на миналия век Суслов е покровителствал писателя фантаст Иван Ефремов.
На 16 октомври 1952 г. Суслов е избран за член на Президиума на ЦК на КПСС, но след смъртта на Й. В. Сталин на 5 март 1953 г. е отстранен от неговия състав и на 16 април отново е назначен за ръководител на отдела за външна политика (външни връзки) на ЦК на КПСС.
По мнение на Жорес Медведев, изложено в неговия труд „Тайният наследник на Сталин“, Сталин вижда Суслов като бъдещия идеолог на партията. Медведев пише: „... Старшият идеолог, какъвто беше Сталин, се готвеше да отстъпи мястото си на по-млад, когато осъзна, че неговото собствено време е към края си“; той дори нарича Суслов „тайният генерален секретар на КПСС“.
През 1954 г. е назначен за председател на комисията по външни работи на Съвета на Съюза на Върховния съвет на СССР. На 12 юли 1955 г. отново става член на Президиума (след това на Политбюро от 8 април 1966 г.) на ЦК на КПСС. Суслов отговаря за идеологическите въпроси в него. В същото време, както отбелязва изследователят Н. А. Митрохин, той напълно оставя делата на отдела за пропаганда на ЦК на пряко отговорния секретар на ЦК на КПСС.
По време на Унгарското въстание през 1956 г., Суслов, заедно с Анастас Микоян, Иван Серов и Михаил Малинин, пристига в Будапеща и след неуспешни преговори с унгарското ръководство настоява за решението за изпращане на съветски войски в Унгария.
С указ на Президиума на Върховния съвет на СССР от 20 ноември 1962 г. за големи заслуги към комунистическата партия и съветската държава в комунистическото строителство и във връзка с 60-годишнината от рождението му Михаил Андреевич Суслов е награден със званието „Герой на социалистическия труд“, орден „Ленин“ и медал „Сърп и чук“.
През октомври 1964 г. Михаил Суслов участва в отстраняването на Никита Хрушчов от държавните му постове Първи секретар на ЦК на КПСС и Председател на Министерския съвет на СССР. Именно Суслов прави на съответния пленум доклада с критика, насочена срещу Хрушчов. Професор Владимир Фортунатов отбелязва, че в западната съветологическа литература дълго време Суслов е смятан за инициатор на свалянето на Хрушчов и за главния „двигател“ на конспирацията.
С указ на Президиума на Върховния съвет на СССР от 20 ноември 1972 г. за големи заслуги към комунистическата партия и съветската държава в комунистическото строителство и във връзка със 70-годишнината от рождението му Михаил Андреевич Суслов е удостоен с втора награда Златен медал „Сърп и чук“ с награждаване с орден „Ленин“.
При Брежнев ролята на Суслов в партията се увеличава, той отговаря за идеологията, културата, цензурата и образованието. Суслов е инициатор на преследването на интелигенцията след „размразяването“ при Хрушчов, има репутация на „догматик“ и „консерватор“. Името му се свързва с преследването на дисиденти, експулсирането на Александър Солженицин от СССР, изгнанието на Андрей Сахаров.
През 1979 г. Суслов става един от ръководителите на Политбюро, които решават да изпратят съветски войски в Афганистан.
Михаил Андреевич Суслов умира на 25 януари 1982 г. в Москва, няколко месеца преди Леонид Илич Брежнев. Важната вътрешнополитическа и идеологическа роля на Суслов през последните години от живота му се подчертава от факта, че той е погребан (заедно с няколко партийни лидери, като Калинин, Жданов, Сталин, Ворошилов) в некропола край Кремълската стена, в отделен гроб, на който е издигнат паметник. Погребалната церемония на 29 януари е излъчена на живо в целия СССР.
Въпреки че М. А. Суслов е достигнал напреднала възраст, за смъртта му се изтъкват различни версии. Професор Владимир Фортунатов отбеляза, че причината за смъртта на Суслов е вълнението, което той е изпитал, докато се опитва да спре развитието на следващата политическа криза в Полша.

## Личен живот

### Семейство
Родителите на М. А. Суслов са били бедни селяни, които нямат собствен кон за малкото си стопанство, поради което баща му Андрей Андреевич Суслов работи на непълно работно време в петролните находища в Баку през 1904 г., а през 1916 г. той събира група от дърводелци и отиват в Архангелск. След Октомврийската революция Андрей Андреевич напуска работата си в селото, но майка му, с помощта на Михаил, продължава да се занимава със селско стопанство. През 1919 г. бащата на Михаил се присъединява към ВКП (б), след което работи в градския съвет. Умира през 1930 г.
Брат – Виктор Андреевич Суслов. Сестра – Маргарита Андреевна Стерликова – научен и технически служител на Института по история на СССР към Академията на науките на СССР.
Съпруга – Елизавета Александровна Суслова (1903 – 1972), лекар, кандидат на медицинските науки, директор на Московския стоматологичен институт. Тя е сестра на съпругата на помощника на Суслов Владимир Воронцов, съпругата на директора на Института по марксизъм-ленинизъм академик Анатолий Егоров и съпругата на Арвид Пелше, член на Политбюро на ЦК на КПСС и председател на Комисията за партиен контрол.
Деца:
- син – Револий Михайлович Суслов (1929 – 2021), генерал-майор, доктор на техническите науки, професор, лауреат на Държавната награда на СССР (1979), през 1975 – 1989 оглавява Централния научноизследователски институт по радиоелектронни системи;[12][13] съпругата му Олга Василиевна е главен редактор на списание „Советское фото“ (от 1992 г. – „Фотография“);
- дъщеря – Мая Михайловна Сумарокова (р. 1939), доктор на историческите науки, балканист; вдовица на член-кореспондента на РАН Леонид Сумароков. Тя се мести Със семейството си в Австрия.[10]

### Светоглед и личност
Михаил Суслов е един от най-оптимално балансираните съветски политици през различните периоди от историята. Той се е придържал към ортодоксалните марксистки възгледи, опитвайки се да запази стабилността, без да прибягва до крайности, но упорито е потискал идеологическите противници. Суслов определя позицията по отношение на последиците от култа към личността на Сталин – той възпрепятства реабилитацията на Сталин, но потиска широката критика към дейността му, като същевременно позволява споменаването на Сталин в печат главно във военните мемоари.
Непоколебимо застава на позициите на най-ортодоксалната интерпретация на марксизма, отхвърляне на всяко отклонение от него, идеологическа война срещу капитализма.
Според спомените на Карен Брутенц по време на подготовката на 23-ия конгрес на КПСС Суслов „твърдо и хитро отхвърля твърденията на Сергей Трапезников и сие, които се опитват, използвайки близостта си с Брежнев, да посегнат на принципа на мирното съвместно съществуване“.
Въпреки огромното си влияние в държавата, той е бил изключително скромен в ежедневието и е водил начин на живот, близък до аскетичния. Бил е изключително учтив, държал се е любезно и доброжелателно както с подчинените си, така и с идеологически опоненти.